# Сант'Алберто (Тревизо)
Сант'Алберто је насеље у Италији у округу Тревизо, региону Венето.
Према процени из 2011. у насељу је живело 1428 становника. Насеље се налази на надморској висини од 15 м.